# Gerbillus dongolanus
Gerbillus dongolanus är en däggdjursart som först beskrevs av Theodor von Heuglin 1877.  Gerbillus dongolanus ingår i släktet Gerbillus och familjen råttdjur. Inga underarter finns listade i Catalogue of Life.
Artens holotyp hittades nära staden Dongola i Sudan. IUCN godkänner Gerbillus dongolanus inte som art. Populationen infogas där som synonym i Gerbillus pyramidum.